# Дуліченко Олександр Дмитрович
Олександр Дмитрович Дуліченко (ест. Aleksandr Dulitšenko; рід. 30 жовтня 1941 року, селище Високий, Курганінський район, Краснодарський край, РРФСР, СРСР) — радянський і естонський лінгвіст. Живе і працює в Естонії. Фахівець у галузі теоретичного і слов'янського мовознавства, а також інтерлінгвистики і есперантології. Член Міжнародного комітету славістів.

## Біографія
У 1966 році закінчив філологічний факультет Туркменського державного університету ім. М. Горького. З 1966 по 1968 і з 1970 по 1976 роки працював вчителем середньої школи села Гара Векіл в Туркменії, в 1968—1970 роках — асистент кафедри загального та російського мовознавства Самаркандського університету в Узбекистані.
Учень академіка Н. В. Толстого; у 1974 році захистив у Москві кандидатську дисертацію «Літературна русинська мова Югославії (нарис фонетики і морфології)», присвячену паннонсько-русинській мові. У 1980 році в Мінську захистив докторську дисертацію «Слов'янські літературні мікромови. Питання формування та розвитку», присвячену вже 12 слов'янським літературним мікромовам.
З 1976 року О. Д. Дуліченко живе в Тарту і працює в Тартуському університеті (з 1976 по 1980 рік — старший викладач, з 1980 року — доцент, з 1982 року — професор кафедри російської мови). У 1992 році в університеті була заснована кафедра слов'янської філології, завідувачем якої він став (спочатку мав звання ординарного професора, пізніше — професора-емеритуса).

## Наукова діяльність
О. Д. Дуліченко відомий як авторитетний фахівець з слов'янських літературних мікромов (зокрема, паннонсько-русинської, карпаторусинської і кашубської); йому належить авторство терміна «слов'янські микромови», яке укорінилося в лінгвістиці з кінця 1970-х років. Зокрема, у видавництві Тартуського університету у 2003—2004 рр. він опублікував двотомник «Слов'янські літературні мікромови. Зразки текстів», який став свого роду енциклопедією, в якій представлені 18 слов'янських мікромов.
У фундаментальному виданні «Писемність та літературні мови Карпатської Русі. XV—XX ст.» (2008) О. Д. Дуліченко зробив безпрецедентну спробу в рамках одного книжкового тома представити зразки текстів, що ілюструють практично всю багату й суперечливу історію писемності історичної Карпатської Русі з самого початку її існування. При цьому він зібрав, систематизував і прокоментував досить значний обсяг різноманітного мовного матеріалу. У вступній статті до книги автор обговорює причини відродження європейських регіональних літературних мов у другій половині ХХ — початку ХХІ ст., дає історичну періодизацію розвитку літературних варіантів карпаторусинської мови і аналізує сучасний стан мовних процесів у регіоні.
Багато робот О. Д. Дуліченко присвячені інтерлінгвістиці. Він займався історією інтерлінгвістики, питаннями функціонування планових мов, розробкою історії їх створення та наукової систематики. У зібраній ним бібліографії з міжнародних допоміжних мов, яка включила практично всі відомі проекти таких мов, відображено близько 1000 різних лінгвопроєктів (перший варіант складеного Дуліченко хронологічного індексу лінгвопроєктів, опублікований в 1988 році, включав відомості про 916 проєкти).
О. Д. Дуліченко був редактором альманахів з інтерлінгвістики, які видавалися в Тарту — «Interlinguistica Tartuensis» (з 1982 по 1990 рік вийшло 7 томів із звітами колоквіумів, які проходили в Тарту; після значної перерви у 2006 році був опублікований 8-й том) — та славістики — «Slavica Tartuensia» (виходить з 1985 року). Член редколегії міжнародного журналу «Russian Linguistics» та редакційної ради журналу «Філологічні науки».
У 2006 році на честь Дуліченко і у зв'язку з його 65-річчям випущений збірник статей «Мікромови, мови, інтермови».

## Публікації
Професор Дуліченко — автор понад 500 праць на більш ніж 20 мовах, у тому числі понад півтора десятків монографій і книг російською, естонською, німецькою, литовською мовами, і двох на паннонско-русинській мікромові.
- Дуличенко А. Д. Славянские литературные микроязыки: вопросы формирования и развития. — Таллин: Валгус, 1981. — 323 с.
- Дуличенко А. Д. Советская интерлингвистика (Аннотированная библиография за 1946—1982 гг.). — Тарту: Тартуский гос. ун-т, 1983. — 88 с.
- Дуличенко А. Д. Српскохрватски jезик — Hrvatskosrpski jezik / Сербско-хорватский язык. Историко-культурные тексты. — Тарту: Тартуский гос. ун-т, 1986. — 140 с.
- Дуличенко А. Д. Общее языкознание. — Тарту: Тартуский гос. ун-т, 1987. — 73 с.
- Дуличенко А. Д. Международные вспомогательные языки. — Таллин: Валгус, 1990. — 448 с. — ISBN 5-440-00022-4.
- Дуличенко А. Д. Русский язык конца XX столетия. — München: Otto Sagner, 1994. — xii + 347 с. — (Slavistische Beiträge. Bd. 317). — ISBN 3-8769-0583-4.
- Дуличенко А. Д. Этносоциолингвистика «перестройки» в СССР. Антология запечатлённого времени. — München: Otto Sagner, 1999. — viii + 583 с. — (Slavistische Beiträge. Bd. 378). — ISBN 3-8769-0729-2.
- Дуличенко А. Д. Кнїжка о руским язику. Увод до рускей филолоґиї у документох и коментарох. — Нови Сад: Руске слово, 2002. — 223 с.
- Дуличенко А. Д. Славянские литературные микроязыки. Образцы текстов. Т. I. — Тарту: Изд-во Тартуского ун-та, 2003. — 419 с. — ISBN 9985-56-914-8.
- Дуличенко А. Д. Славянские литературные микроязыки. Образцы текстов. Т. II. — Тарту: Изд-во Тартуского ун-та, 2004. — 398 с. — ISBN 9985-56-914-8.
- Duliĉenko, Aleksandr. En la serĉado de la mondolingvo, aŭ interlingvistiko por ĉiuj. — Kaliningrado: Sezonoj, 2006. — 159 p.
- Дуличенко А. Д. История интерлингвистики. — М.: Высшая школа, 2007. — 184 с. — ISBN 978-5-06-005611-2.
- Дуличенко А. Д. Письменность и литературные языки Карпатской Руси. XV—XX вв.. — Ужгород: Изд-во В. Падяка, 2008. — 904 с. — ISBN 978-966-387-020-5.
- Дуличенко А. Д. Введение в славянскую филологию. 2-е изд. — М.: Флинта, 2014. — 720 с. — ISBN 978-5-9765-0321-2.